# Phobaeticus chani
Phobaeticus chani — вид комах з родини Phasmatidae. Вважається найбільшою комахою у світі.
Найбільший екземпляр був виявлений в 1989 році в лісах острова Калімантан місцевими жителями і був вивчений натуралістом Чень Чжаолунем. У 2008 році переданий працівникам Лондонського музею природознавства і описаний Філіпом Браггом як новий вид.

## Довжина
З витягнутими кінцівками довжина цього екземпляра Phobaeticus становить 56,7 см. Довжина тіла становить 35,7 см. Попереднім рекордсменом за довжиною тіла був Phobaeticus kirbyi, який коротше на 2,9 см.

## Біологія
Виявлено всього 3 екземпляра цього виду, всі в джунглях малайзійського штату Сабах, спосіб життя виду абсолютно не вивчений.

## Етимологія
Класифікований Phobaeticus chani був лише в 2008 році, названий на честь Датук Чень Чжаолуня (Чхан Чхіульоня), який першим став вивчати вид.